# Ruka (film)
Ruka je československý krátký loutkový film z roku 1965, kterým Jiří Trnka alegoricky zobrazil život umělce v totalitní společnosti.
Smutný alegorický příběh vypraví o harlekýnovi, který by nejraději vyráběl květináče pro svou růži, ale do jeho práce a do soukromí zasahuje všemocná a všudypřítomná ruka mnoha podob. Sliby i hrozbami jej nutí tvořit její sochy a sošky. Nakonec harlekýn umírá v důsledku vlastního strachu z ruky.
Ruka byla posledním Trnkovým filmem, autor o čtyři roky později zemřel. Po sovětské okupaci byl film zakázán, ale autor byl pohřben se všemi poctami, stejně jako harlekýn v jeho filmu.